# У срцу мора
У срцу мора (енгл. In the Heart of the Sea) је авантуристичка филмска драма из 2015. године, у режији Рона Хауарда, по сценарију Чарлса Левита. Темељи се на истоименој књизи Натанијела Филбрика о потонућу америчког брода-китоловца Есекс 1820. године, догађају који је послужио као инспирација Херману Мелвилу за писање романа Моби Дик. Главне улоге тумаче Крис Хемсворт, Бенџамин Вокер, Килијан Мерфи, Том Холанд, Бен Вишо и Брендан Глисон.
Премијерно је приказан 7. децембра 2015. године у Њујорку, док је 11. децембра пуштен у биоскопе у Сједињеним Америчким Државама, односно 3. децембра у Србији. Добио је помешане рецензије критичара и остварио комерцијални неуспех, зарадивши само 93 милиона долара у односу на буџет од 100 милиона долара.

## Радња
Током зиме 1820. године, китоловац Есекс из Нове Енглеске напада нешто у шта нико не може да верује: кит величине и упорности мамута, са готово људским осећајем за освету. Открива застрашујуће последице тог сусрета, због кога су преживели чланови натерани на крајње напоре да би учинили незамисливо: да би преживели. Страшне олује, изгладнелост, паника и очај наводе људе да преиспитају своја најдубља уверења, од вредности сопствених живота до тога колико је њихово занимање заправо смртоносно.

## Улоге
| Глумац         | Улога             |
| -------------- | ----------------- |
| Крис Хемсворт  | Овен Чејс         |
| Бенџамин Вокер | Џорџ Полард Млађи |
| Килијан Мерфи  | Метју Џој         |
| Том Холанд     | Томас Никерсон    |
| Бен Вишо       | Херман Мелвил     |
| Мишел Ферли    | госпођа Никерсон  |
| Гари Бидл      | Вилијам Бонд      |
| Френк Дилејн   | Овен Кофин        |
| Едвард Ешли    | Барзилаи Реј      |
| Шарлот Рајли   | Пеги Чејс         |
| Доналд Самптер | Пол Мејсон        |
| Брук Димок     | Фиби Чејс         |
| Џејми Сивс     | Ајзак Кол         |
| Џозеф Мол      | Бенџамин Лоренс   |
| Пол Андерсон   | Кејлеб Чапел      |
| Лука Този      | Вилијам Рајт      |
| Сем Кили       | Рамсдел           |
| Жорди Мола     | шпански капетан   |